# Mimosiphonops reinhardti
Mimosiphonops reinhardti är en groddjursart som beskrevs av Wilkinson och Ronald Archie Nussbaum 1992. Mimosiphonops reinhardti ingår i släktet Mimosiphonops och familjen Caeciliidae. IUCN kategoriserar arten globalt som otillräckligt studerad. Inga underarter finns listade i Catalogue of Life.